# Берг (Арвајлер)
Берг (њем. Berg) општина је у њемачкој савезној држави Рајна-Палатинат. Једно је од 74 општинска средишта округа Арвајлер. Према процјени из 2010. у општини је живјело 1.439 становника. Посједује регионалну шифру (AGS) 7131011.

## Географски и демографски подаци
Берг се налази у савезној држави Рајна-Палатинат у округу Арвајлер. Општина се налази на надморској висини од 333 метра. Површина општине износи 19,1 km². У самом мјесту је, према процјени из 2010. године, живјело 1.439 становника. Просјечна густина становништва износи 75 становника/km².